# Jean-Marie Djebaili
Jean-Marie Djebaili (né le 23 novembre 1947 à Strasbourg) est un athlète franco-algérien, spécialiste du lancer du poids.

## Biographie
Il est sacré champion de France du lancer du poids en 1983, et champion de France en salle en 1983 et 1985.
Sous les couleurs de l'Algérie, il remporte la médaille de bronze aux Jeux africains de 1973 et la médaille d'argent aux Jeux méditerranéens de 1975.

## Palmarès

### International
| Date | Compétition         | Lieu  | Résultat | Épreuve         | Marque  |
| ---- | ------------------- | ----- | -------- | --------------- | ------- |
| 1973 | Jeux africains      | Lagos | 3e       | Lancer du poids | 16,63 m |
| 1975 | Jeux méditerranéens | Alger | 2e       | Lancer du poids | 17,52 m |

### National
| Date | Compétition                          | Lieu     | Résultat | Épreuve         | Marque  |
| ---- | ------------------------------------ | -------- | -------- | --------------- | ------- |
| 1983 | Championnats de France               | Bordeaux | 1er      | Lancer du poids | 17,37 m |
| 1983 | Championnats de France en salle      | Paris    | 1er      | Lancer du poids | 17,60 m |
| 1985 | Championnats de France en salle 1985 | Paris    | 1er      | Lancer du poids | 17,87 m |

| Date | Compétition                          | Résultat | Épreuve          | Marque  |
| ---- | ------------------------------------ | -------- | ---------------- | ------- |
| 1971 | Championnats maghrébins d'athlétisme | 1er      | Lancer du poids  | 16,84 m |
| 1971 | Championnats maghrébins d'athlétisme | 2e       | Lancer du disque | 45,23 m |
| 1973 | Championnats maghrébins d'athlétisme | 1er      | Lancer du poids  | 16,77 m |
| 1973 | Championnats maghrébins d'athlétisme | 1er      | Lancer du disque | 51,08 m |
| 1975 | Championnats maghrébins d'athlétisme | 1er      | Lancer du poids  | 17,97 m |
| 1975 | Championnats maghrébins d'athlétisme | 1er      | Lancer du disque | 50,36 m |
| 1981 | Championnats d'Algérie d'athlétisme  | 1er      | Lancer du poids  | 16,92 m |
| 1982 | Championnats d'Algérie d'athlétisme  | 1er      | Lancer du poids  | 16,52 m |
| 1982 | Championnats d'Algérie d'athlétisme  | 1er      | Lancer du disque | 47,72 m |
| 1984 | Championnats d'Algérie d'athlétisme  | 1er      | Lancer du poids  | 17,06 m |

## Records
- Records d'Algérie de 19,07 m  en 2 juin 1976 , à....